# Qiawan (köpinghuvudort i Kina, Jiangxi Sheng, lat 27,27, long 116,57)
Qiawan är en köpinghuvudort i Kina. Den ligger i provinsen Jiangxi, i den sydöstra delen av landet, omkring 170 kilometer sydost om provinshuvudstaden Nanchang. Antalet invånare är 15 825. Befolkningen består av 7 530 kvinnor och 8 295 män. Barn under 15 år utgör 20,0 %, vuxna 15-64 år 72 %, och äldre över 65 år 6,0 %.
Runt Qiawan är det ganska tätbefolkat, med 144 invånare per kvadratkilometer. Närmaste större samhälle är Shangtang, 14,1 km nordost om Qiawan. I omgivningarna runt Qiawan växer i huvudsak blandskog.
Genomsnittlig årsnederbörd är 2 454 millimeter. Den regnigaste månaden är juni, med i genomsnitt 431 mm nederbörd, och den torraste är oktober, med 19 mm nederbörd.